# Thermesia apistis
Thermesia apistis is een vlinder uit de familie spinneruilen (Erebidae). De wetenschappelijke naam is voor het eerst geldig gepubliceerd in 1880 door Plötz.
De soort komt voor in tropisch Afrika.